# Boscănată albă
Boscănată albă sau Boșcanală albă este un vechi soi românesc de struguri întâlnit mai mult în Dobrogea. Face parte din același sortogrup cu Boscănată neagră. Strugurii erau mici, cu boabele foarte dese. Pielița era subțire, iar miezul cărnos. Producția de struguri era mare, iar vinurile albe obținute erau fără calități deosebite.